# Maniho otagoensis
Maniho otagoensis là một loài nhện trong họ Amphinectidae. Loài này phân bố ở New Zealand.